# Lacconotus
Lacconotus es un género de coleóptero de la familia Mycteridae.

## Especies
Las especies de este género son:
- Lacconotus pallidus
- Lacconotus pinicola
- Lacconotus punctatus